# Катрвјел
Катрвјел (фр. Cathervielle) насеље је и општина у јужној Француској у региону Миди Пирене, у департману Горња Гарона која припада префектури Сен Годан.
По подацима из 2011. године у општини је живело 35 становника, а густина насељености је износила 9,46 становника/km². Општина се простире на површини од 3,7 km². Налази се на средњој надморској висини од 1152 метара (максималној 1.918 m, а минималној 1.152 m).

## Демографија
| 1962. | 1968. | 1975. | 1982. | 1990. | 1999. | 2011. |
| ----- | ----- | ----- | ----- | ----- | ----- | ----- |
| 11    | 34    | 23    | 30    | 33    | 30    | 35    |

График промене броја становника у току последњих година